# Яранский кремль
Яранский кремль — исторический деревянный кремль Яранска Кировской области, заложенный в конце XVI века и давший начало истории города.

## История
Яранск и его укрепления были заложены после Третьей черемисской войны для усмирения непокорных черемисов (марийцев). В 1609 году Яранском овладели стронники Лжедмитрия II, однако в следующем году царские воеводы Ухтомский и Мансуров разбили их под городом и освободили его. В XVII веке Яранский кремль дважды горел — в 1656 и 1666 годах, но каждый раз его рубили заново. Во время восстания Разина кремль был дополнительно укреплён, хотя восстание в итоге сюда не дошло.
В 1765 году город пострадал от ещё одного пожара, в котором сгорели многие административные постройки. К концу XVIII века были снивелированы земляные валы и рвы кремля. В настоящее время на территории бывшего кремля располагается центральная часть города с административной, жилой и торговой застройкой XIX—XX веков, а также два собора — Успенский и Троицкий. Единственными сохранившимися современниками крепости в Яранске являются Старотроицкая колокольня (1689) и Благовещенская церковь Вознесенского монастыря.

## Описание
Яранский кремль высился на правом берегу реки Ярани, давшей название городу. В плане он представлял неправильный четырёхугольник, обнесённый деревянной стеной и башнями. К кремлю примыкал острог, который, однако, после пожаров не был восстановлен. Подступы к укреплениям защищали с севера и запада — река Ярань, с юга — овраг, с остальных сторон ров и вал. Внутри кремля стояли деревянная Успенская соборная церковь (впервые упомянутая в 1601 году), воеводский двор, приказная изба с тюрьмой и казённые складские постройки. На передних воротах стояла восьмиугольная соборная колокольня. Общая протяжённость стен в 1703 году составляла 429 м.
К северо-востоку от крепости находилась Стрелецкая слобода, к югу — посад, за которым находился Вознесенский монастырь с тяглой слободкой. Напротив кремля, за Яранью, располагался женский Владимирский монастырь, соединённый с городом дамбой.